# El Maíllo
El Maíllo è un comune spagnolo di 406 abitanti situato nella comunità autonoma di Castiglia e León.